# Суходол (Луганская область)
Суходол (укр. Суходіл) — село, относится к Славяносербскому району Луганской области Украины. Под контролем самопровозглашённой Луганской Народной Республики.

## География
Село расположено на левом берегу реки Лугани. Соседние населённые пункты: село Новодачное и город Зимогорье (выше по течению Лугани) на западе, Степовое на северо-западе, Долгое на севере; Новосёловка на востоке, Говоруха и Замостье на юго-западе (все три ниже по течению Лугани), Красный Луч (на правом берегу Лугани) и посёлок Родаково на юге.

## История
В 1945 г. Указом ПВС УССР хутор Крипаки переименован в Суходол.

## Население
Население по переписи 2001 года составляло 198 человек.

## Общие сведения
Почтовый индекс — 93744. Телефонный код — 6495. Занимает площадь 0,52 км². Код КОАТУУ — 4424555905.

## Местный совет
93743, Луганская обл., Славяносербский р-н, пгт. Родаково, кв. Ленина, 15а